# Coppa del mondo di marcia 1991
La Coppa del mondo di marcia 1991 (1991 IAAF World Race Walking Cup) si è svolta a San Jose, negli Stati Uniti d'America, nei giorni 1 e 2 giugno.

## Medagliati

### Uomini
| Specialità     | Oro               | Prestazione | Argento       | Prestazione | Bronzo          | Prestazione |
| 20 km          | Michail Ščennikov | 1h20'43"    | Ernesto Canto | 1h20'46"    | Thierry Toutain | 1h20'56"    |
| 50 km          | Carlos Mercenario | 3h42'03"    | Simon Baker   | 3h46'36"    | Ronald Weigel   | 3h47'50"    |
| Gara a squadre | Italia            | 517 pt.     | Germania      | 491 pt.     | Messico         | 487 pt.     |

### Donne
| Specialità     | Oro              | Prestazione | Argento          | Prestazione | Bronzo      | Prestazione |
| 10 km          | Irina Strachova  | 43'55"      | Graciela Mendoza | 44'09"      | Elena Sajko | 44'11"      |
| Gara a squadre | Unione Sovietica | 203 pt.     | Italia           | 180 pt.     | Messico     | 162 pt.     |